# Mihaela Pohoață
Mihaela Pohoață, est une gymnaste aérobic roumaine, née le 28 octobre 1981 à Fălticeni.

## Palmarès

### Championnats du monde
- 2006 à Nanjing, Chine
  -  en Duo
- 2004 à Sofia, Bulgarie
  -  en Groupe
  -  en Solo
- 2002 à Klaipėda, Lituanie
  -  en Duo
  -  en Solo

### Championnats d'Europe
- 2005 à Coimbra, Portugal
  -  en Duo
- 2003 à Debrecen, Hongrie
  -  en Groupe
- 2001 à Saragosse, Espagne
  -  en Groupe